# Harleyville
Harleyville est une ville du comté de Dorchester en Caroline du Sud.

## Démographie
| 1900 | 1910 | 1920 | 1930 | 1940 | 1950 |
| ---- | ---- | ---- | ---- | ---- | ---- |
| 248  | 295  | 353  | 371  | 381  | 483  |

| 1960 | 1970 | 1980 | 1990 | 2000 | 2010 |
| ---- | ---- | ---- | ---- | ---- | ---- |
| 561  | 704  | 606  | 633  | 594  | 677  |